# Винко Робек
Винко Робек (Вињи Врх, код Новог Места, 1. април 1915 — Ново Место, 19. мај 1986) био је учесник Народноослободилачке борбе, друштвено-политички радник НР Словеније и народни херој Југославије.

## Биографија
Рођен је 1. априла 1915. на Вињем Врху, код Новог Места. Потицао је из сиромашне породице, па је већ са девет година морао почети да ради. Најпре је служио као пастир, а потом као слуга код богатијих сељака. Основну школу је похађао у Шентјернеју, Брусницама и Семпетеру, а 1934. је уписао Пољопривредну школу у Пакри, код Марибора, где је постао члан „Сокола”.
Године 1936. отишао је на одслужење војног рока у Југословенској војсци на Сушак. Због сукоба са претпостављеним старешином, који га је малтретирао, побегао је из војске. Тада је одлучио да бољи живот потражи у иностранству, али му бекство преко југословенско-аустријске границе није успело. У сукобу с граничарима, био је рањен, па је превезен у болницу у Марибору. Након три дана је побегао из болнице и склонио се код друга из Пољопривредне школе, који је живео у Подсреди, код Козја. Овде је две године живео у илегалности. Под туђим именом се запослио на стругари у Брестаници, а касније је био предрадник у шумама између Подсреде и Буча.
Заједно са три друга, 19. марта 1939. поново је покушао да побегне из Југославије. Код Свечине су илегално прешли границу и нашли се у већ окупираној Аустрији. Најпре се запослио у раднику у близини холандске границе, а затим је копао гвоздену руду близу швајцарске границе. Потом је отишао у Пољску, где је радио у Кракову, а након тога је прешао у Чехословачку, где је радио и у руднику близу Моравске Остраве. У окупираној Чехословачкој, заједно са другим југословенским рударима, учествовао је у организовању саботажа против окупатора.

### Народноослободилачка борба
У јесен 1941. вратио се у окупирану Југославију, где се у новембру укључио у Народноослободилачки покрет (НОП). Деловао је претежно на подручју Шкоцјана, код Мокронога. Марта 1942. изабран је за благајника одбора Ослободилачког фронта за Горишку Вас.
У партизане је отишао 25. јуна 1942, и прикључио се Кршком партизанском одреду на Клевевжу, код Шмарјете, у Долењској. Био је борац и вођа патроле, а затим је постао командир Штабне чете, а августа 1942. командир Прве чете Прлековог батаљона. Истакао се у борбама с Италијанима и белогардистима око Новог Места. Половином октобра 1942. примљен је у чланство Комунистичке партије Словеније (КПС).
Крајем октобра 1942, са својом четом, која је најпре била у саставу Источнодолењског, затим у саставу Западнодолењског партизанског одреда, отишао је са Горјанаца на подручје Требње–Ново Место–Шкоцјан–Мокроног, где су након италијанске офанзиве, покушали да се учврсте белогардисти. Са својом четом контролисао је цело подручје, нападао Италијане и белогардистичка упоришта и обезбеђивао партизанску болницу на Селима, коју су 20. јануара 1943. напали Италијани и белогардисти. Његови борци су тада успели да задрже непријатеља, док је извршена евакуација 17 тешких рањеника у болницу у Жужемберку.
Јула 1943. учествовао је у борбама за Жужемберк, након чега је постао заменик команданта одреда. Приликом капитулације Италије, септембра 1943. учествовао је у одузимању тешког наоружања од италијанске посаде Новог Места, која је хтела да се пробије у Италију. Кад је половином септембра од Западнодолењског одреда формирана Девета словеначка бригада, постављен је за заменика команданта бригаде.
Крајем септембра и почетком октобра 1943, истакао се у борбама вођеним око Љубљане и рушењу железничке пруге Љубљана–Постојна. Са једним батаљоном Девете бригаде, обезбеђивао је Збор изасланика словеначког народа на Кочевју. Крајем октобра 1943, на Купи је Девета бригада осам дана задржавала немачку моторизовану дивизију, која је из Делница хтела да продре ка Кочевју. Децембра 1943. и јануара 1944. учествовао је у борбама Девете бригаде за ослобођење територије у Горском котару, а затим у борбама на Пијави Горици и око Рибнице.
Фебруара 1944. је био на једномесечном Вишем официрском течају у Метлики, а потом се вратио у своју бригаду, где је остао до 27. априла 1944. године. У борби с немачком колоном, која је из Љубљане продирала према Рибници, био је трећи пут рањен. С првим транспортом рањеника, 22. јула 1944, пребачен је на лечење у Италију, а 1. јуна 1945. се вратио у ослобођену Љубљану.

### Послератни период
После ослобођења Југославије, иако ратни војни инвалид, радио је као помоћник управника Државног пољопривредног добра „Плач”, код Згорње Кунготе. Пензионисан је 1952, након чега је живео у Добрушкој Васи, код Шкоцјана, у Долењској.
Умро је 19. маја 1986. године у Новом Месту.
Носилац је Партизанске споменице 1941. и других југословенских одликовања. Орденом народног хероја одликован је 21. јула 1953. године.

## Фото-галерија
- Винко Робек у униформи, 1945.
- Винко Робек (седи) са друштвом, 1956.
- Винко Робек, 1965.
- Драго Бенчина и Винко Робек, 1966.